# Museo dei mezzi corazzati
Il Museo dei mezzi corazzati (in russo Бронетанковый музей в Кубинке?) si trova in Russia, nei pressi della cittadina di Kubinka, in un ex aeroporto militare a circa 60 chilometri da Mosca; A partire dal 2016 l'accesso in museo è disponibile per tutti i visitatori, tuttavia i cittadini stranieri pagano 1500 rubli e 1700 rubli durante i fine settimana, mentre i cittadini russi pagano solo 400 rubli e 500 rubli durante i fine settimana. Visite guidate in inglese sono più costose, a partire da 4000 rubli. L'accesso ai bambini di età inferiore ai 6 è libero. I permessi di filmare e registrare video costano 350 rubli. I cittadini stranieri sono altamente raccomandati di avere una copia del passaporto per entrare nel museo, così come l'originale. Le armi e alcool sono vietati, agli ingressi sono effettuati controlli dal personale di sicurezza con l'aiuto di metal detector.

## Il museo
Nei vari hangar (sette padiglioni coperti) e all'aperto sono raccolti mezzi corazzati delle due guerre mondiali e del dopoguerra, sia del Patto di Varsavia che dell'Asse, compresi dei rari carri nipponici della seconda guerra mondiale e il prototipo del Maus, panzer tedesco da 188 tonnellate di peso, e il cacciacarri pesante Sturer Emil, prodotto in due esemplari, chiamati "Max und Moritz" (Max venne distrutto durante la battaglia di Stalingrado, e l'altro, Moritz venne catturato dall'Armata Rossa al termine della battaglia). Un altro modello unico presente, è il carro armato Obyekt 279, sviluppato nel 1957.
La maggior parte dei carri Alleati presenti nel museo sono stati forniti all'allora Unione Sovietica nel programma Lend-Lease, mentre altri sono frutto di scambi con il Museo Britannico dei Mezzi Corazzati o catturati nei vari conflitti.

## Galleria d'immagini

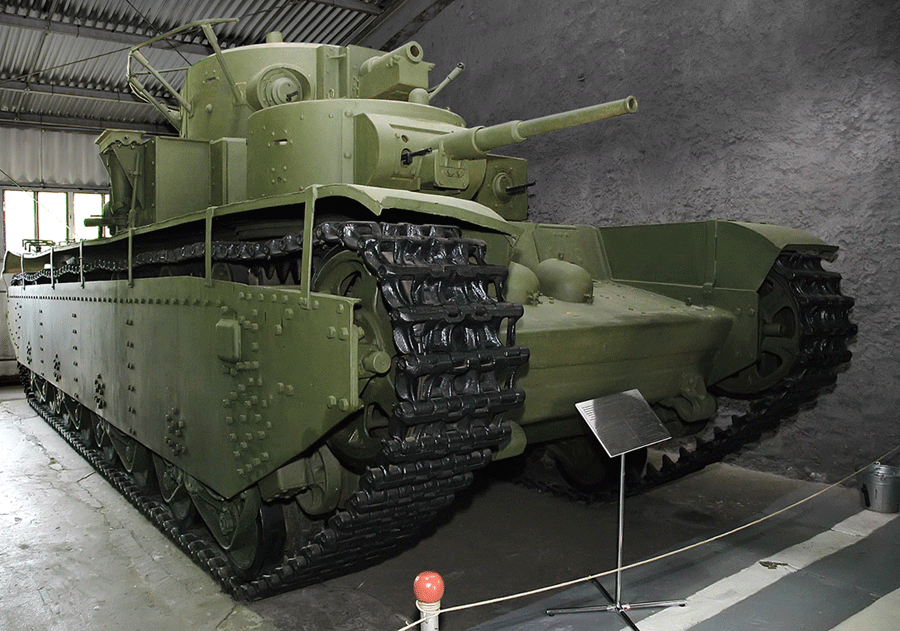
T-35
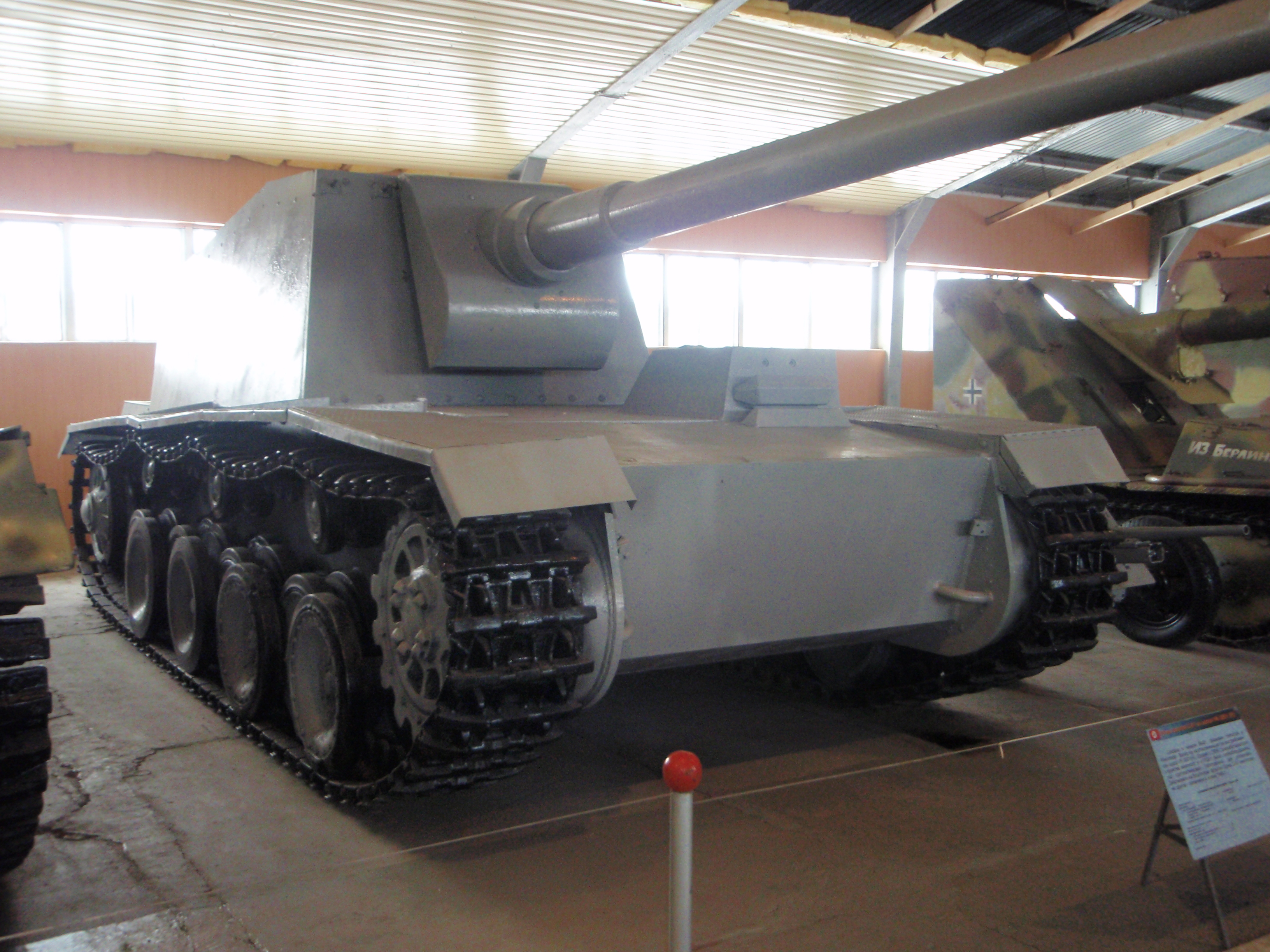
Sturer Emil
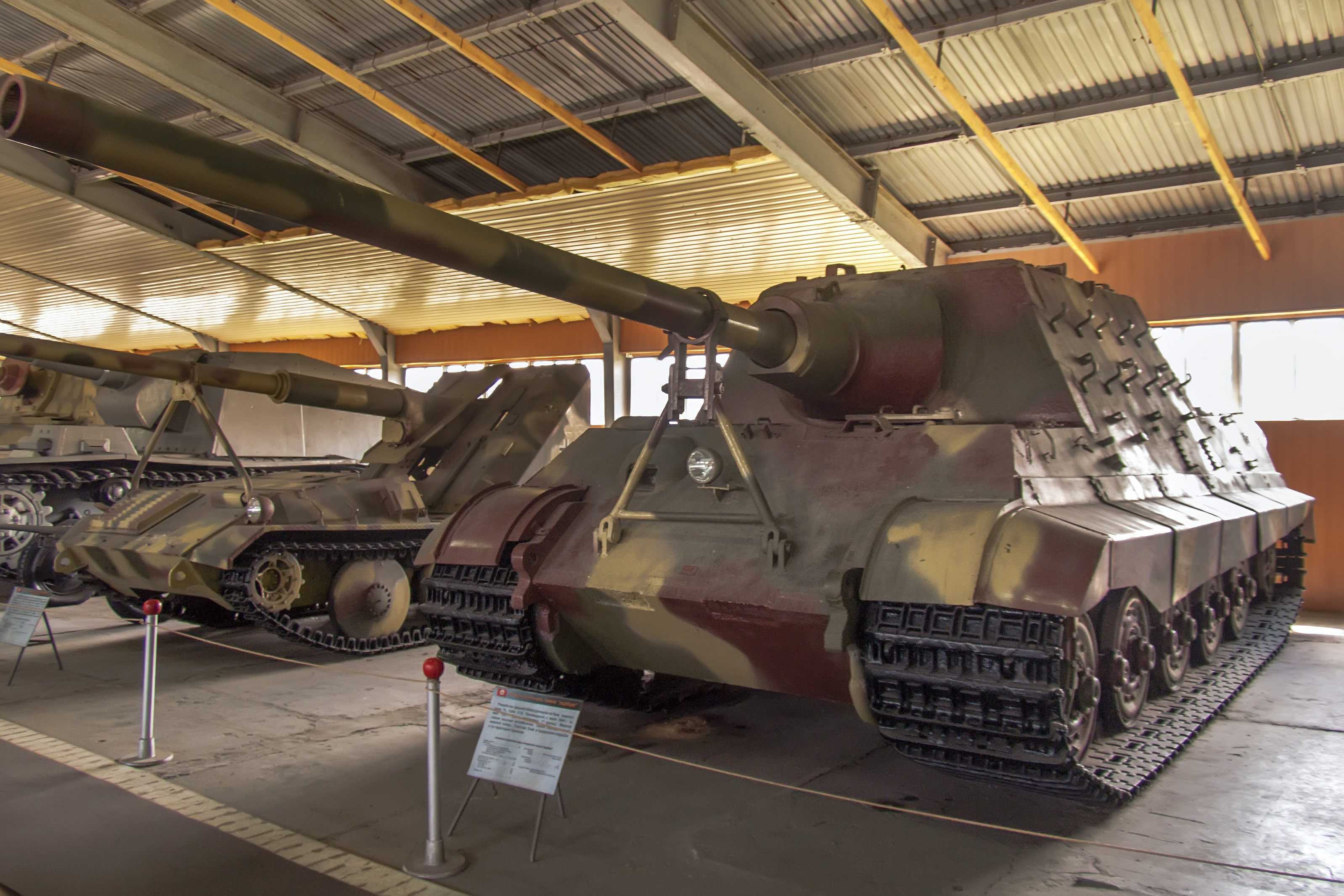
Jagdpanzer VI Jagdtiger
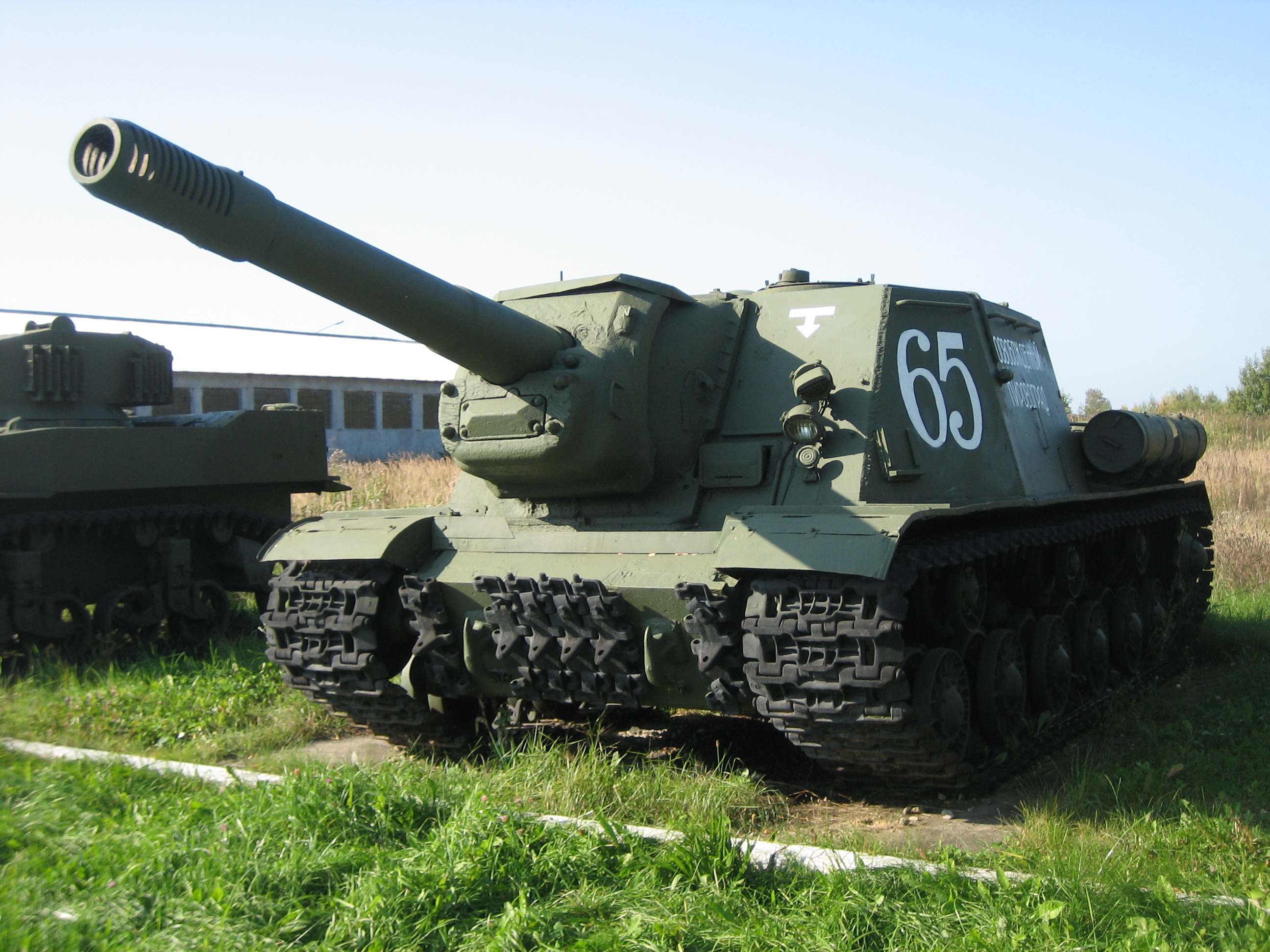
ISU-152
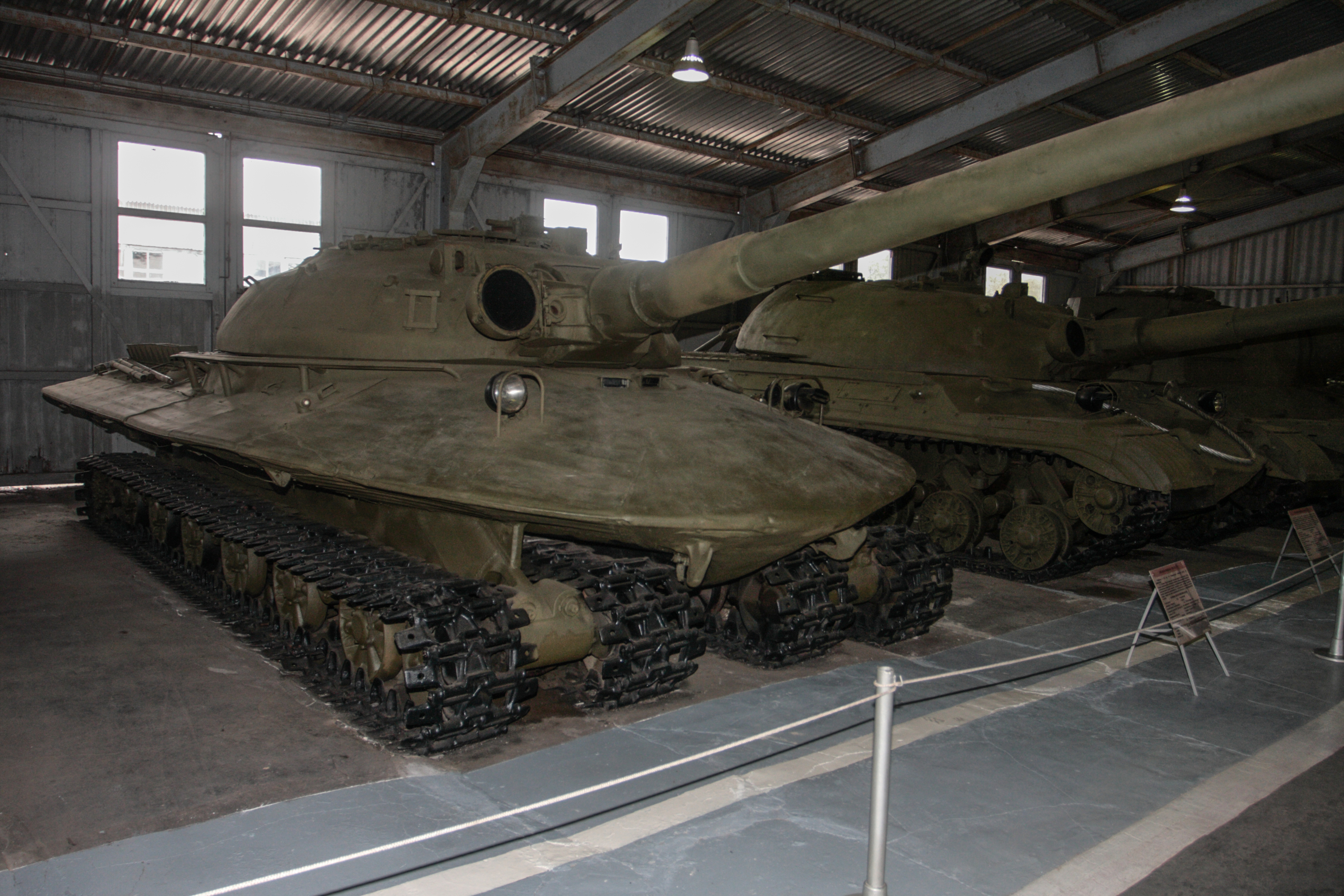
Objekt 279
Objekt 704
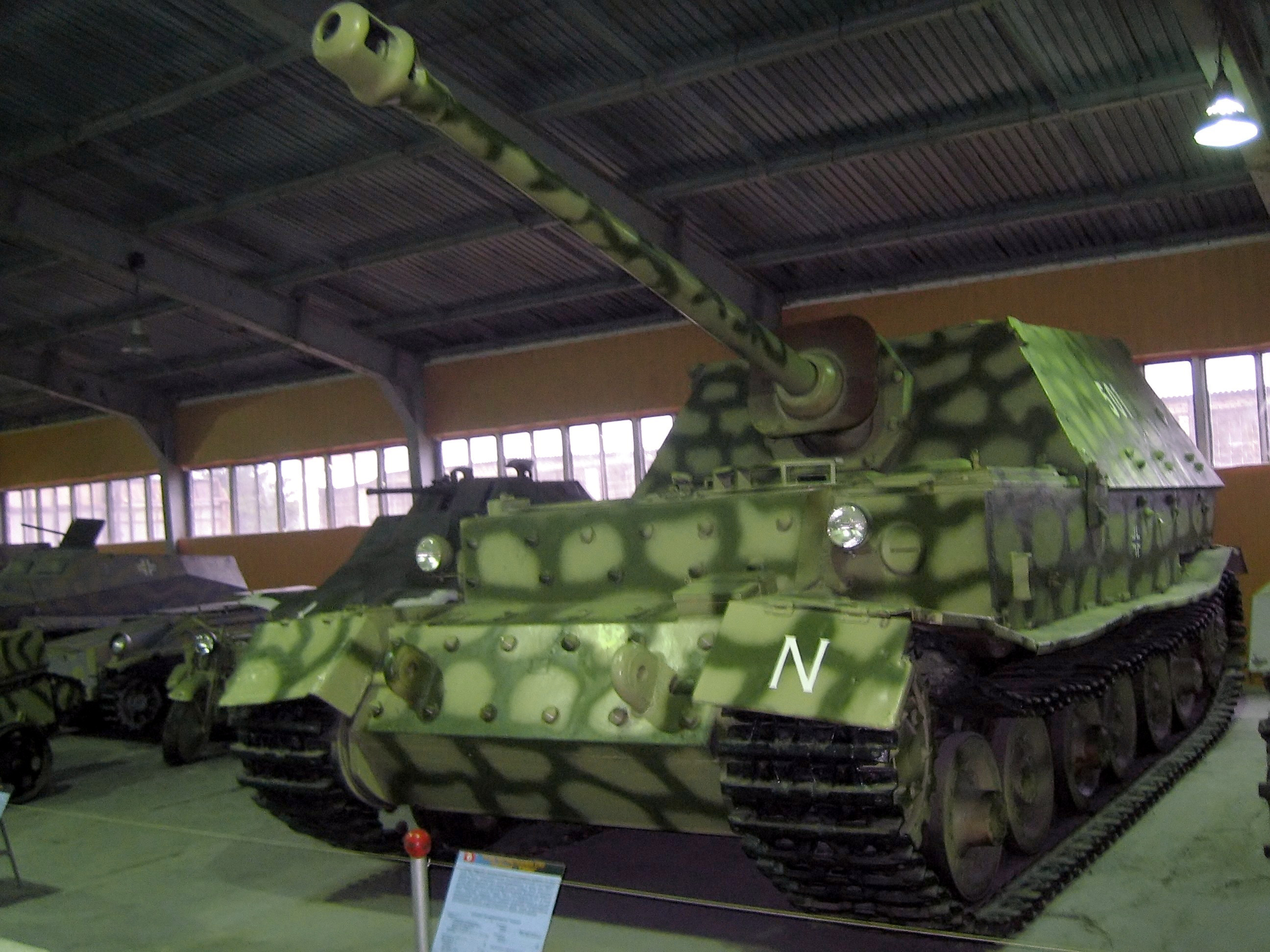
Elefant
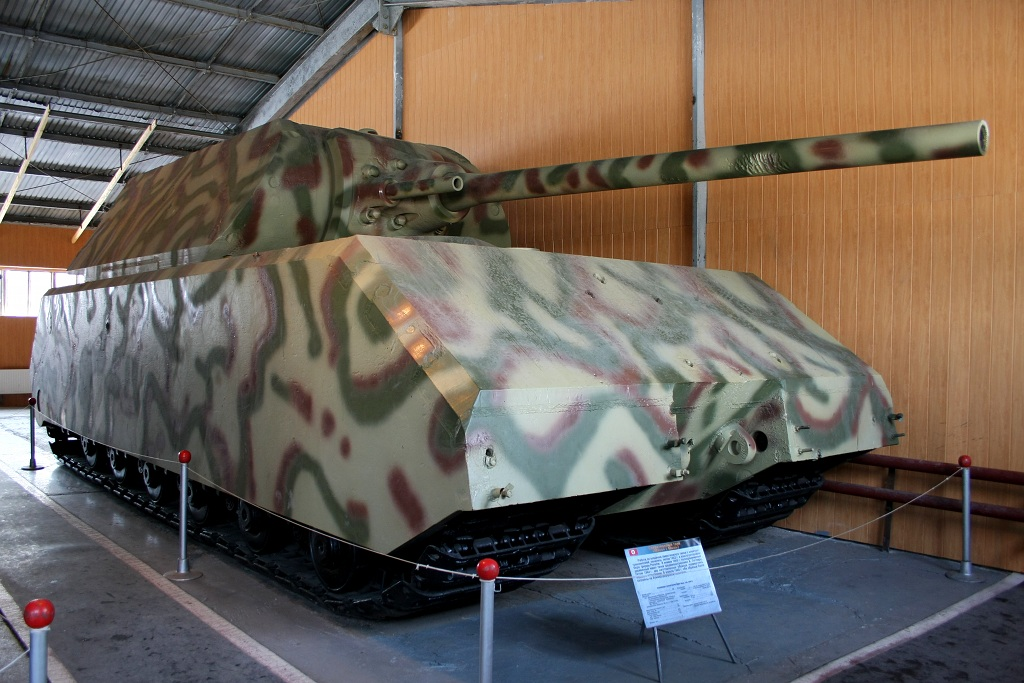
Maus
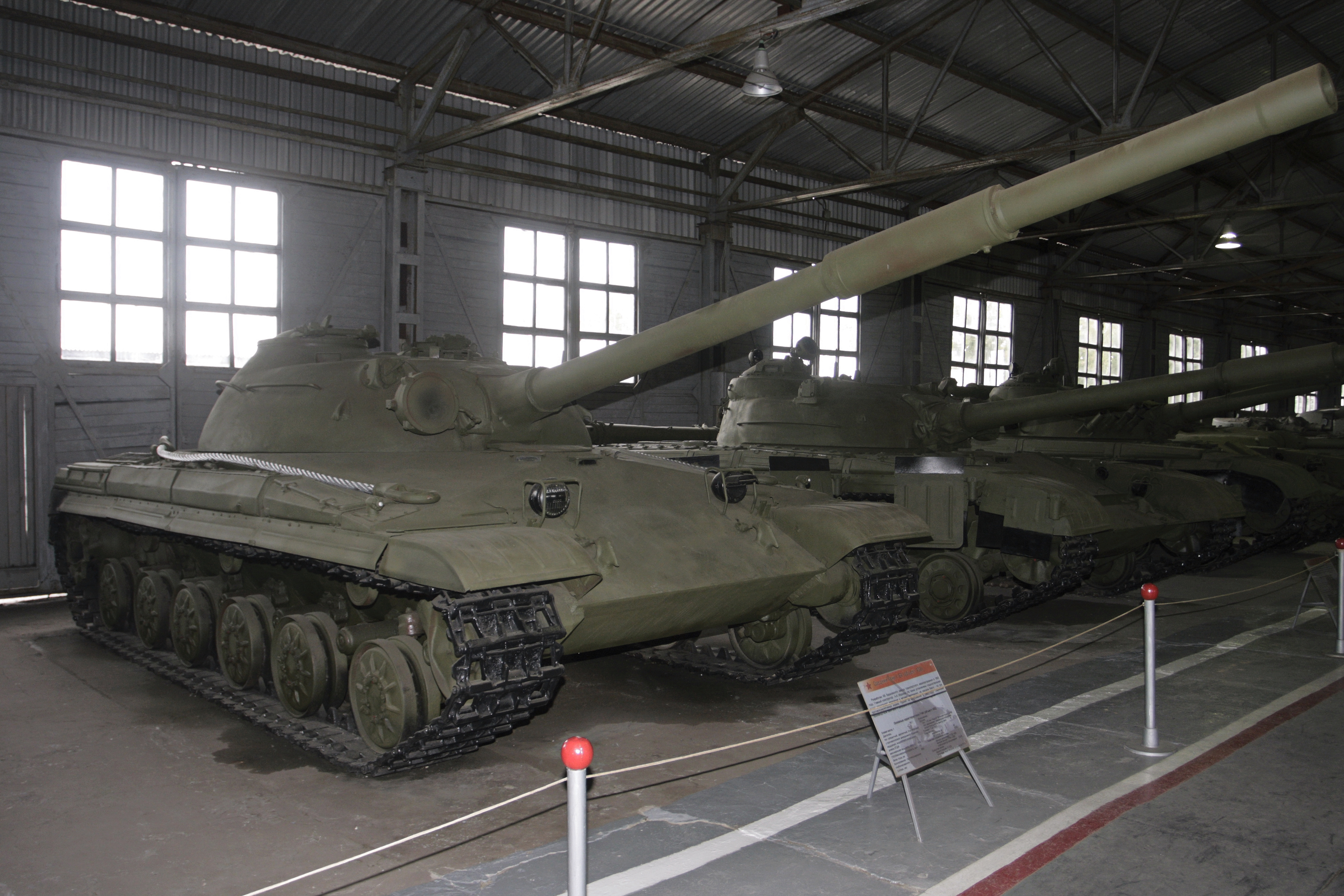
T-64
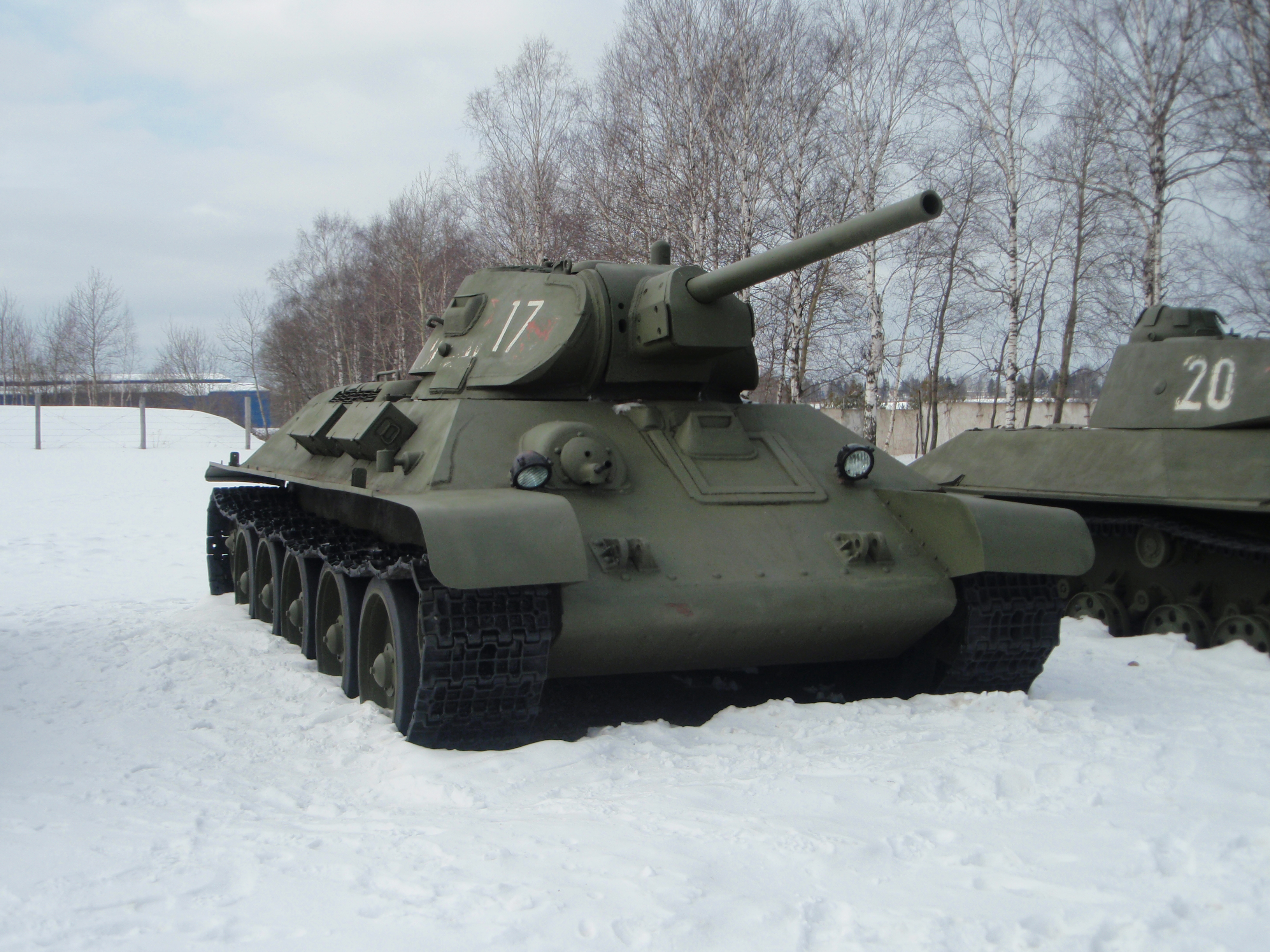
T-34